# Шкиря, Игорь Николаевич
Шкиря, Игорь Николаевич (укр. Шкіря Ігор Миколайович; род. 20 августа 1965, Торецк) — политический деятель Украины, народный депутат Украины IV—VIII созывов Верховной Рады.

## Образование
- Дзержинский горный техникум, специальность «горный техник — электромеханик»;
- Донецкий политехнический институт, специальность «горный инженер — электромеханик»;
- Донецкий государственный университет, специальность «юрист-правовед».

## Политическая деятельность
В 1997 году избирается депутатом Донецкого городского совета, где работает в Совете по вопросам свободных экономических зон и специального режима инвестиционной деятельности в Донецкой области.
В 2002 году как член Партии регионов баллотируется в Верховную Раду Украины от блока «За единую Украину!» Победил на выборах по Селидовскому избирательному округу № 57 Донецкой области, в поддержку Игоря Шкири проголосовали 45,78 % избирателей. Верховной Раде IV созыва Игорь Шкиря входил в состав Комитета по вопросам строительства, транспорта, жилищно-коммунального хозяйства и связи, являлся членом коллегий Министерства транспорта Украины, Министерства финансов Украины, Министерства охраны окружающей природной среды.
В 2006 году на очередных парламентских выборах Игорь Шкиря был избран народным депутатом по спискам Партии регионов (под №38). В Верховной Раде V созыва Игорь Шкиря — заместитель председателя Комитета по вопросам транспорта и связи, заместитель председателя Временной следственной комиссии по вопросам проверки деятельности Нацсовета по вопросам телевидения и радиовещания относительно соблюдения телерадиоорганизациями законодательства в сфере телевидения и радиовещания.
На внеочередных парламентских выборах 2007 года Игорь Шкиря в очередной раз избран депутатом по спискам Партии регионов (под №157 в списке). Член Комитета по вопросам транспорта и связи.
На парламентских выборах 2012 года избран депутатом от Партии регионов по одномандатному избирательному округу №52 в Донецкой области. Глава подкомитета по вопросам автотранспорта Комитета по вопросам транспорта и связи.
На досрочных парламентских выборах 2014 года избран, как самовыдвиженец, депутатом по одномандатному мажоритарному избирательному округу №52 в Донецкой области. Член депутатской группы "Партия" Возрождение". Член Комитета по вопросам транспорта.
25 декабря 2018 года включён в санкционный список России.
Был членом Политсовета Партии Регионов, заместителем председателя Центральной контрольной комиссии Партии регионов.

## Общественная деятельность
В период с 1997 по 2000 год Игорь Шкиря являлся вице-президентом баскетбольного клуба «Шахтер». В 2009 году народный депутат был избран на должность первого вице-президента Всеукраинской ассоциации автоперевозчиков (ВААП). С июля 2010 года Игорь Шкиря является почетным председателем Совета по вопросам туризма и курортов Украины. В октябре 2010 года его избирают также президентом Всеукраинской ассоциации «УкрБетон».

## Благотворительная деятельность
Ещё в период своей бизнес-деятельности Игорь Шкиря ведёт активную спонсорскую работу. В 1997 в Донецке был реализован один из первых региональных телевизионных проектов по поддержке одаренных детей — «Звёзды и звёздочки», соучредителем которого долгие годы выступал Игорь Шкиря. Проект продолжает работать и сегодня в формате межрегионального телевизионного фестиваля.
В 1997 году Игорь Шкиря организовывает Благотворительный фонд «Донбасс-2000», деятельность которого направлена на оказание помощи детям-сиротам, ребятам из многодетных семей, одаренной молодежи. В 2011 году БФ «Донбасс-2000» был переименован в Благотворительный фонд Игоря Шкири. Фонд и сегодня ведёт активную благотворительную деятельность.

## Государственные награды
В октябре 2004 года за особый вклад в государственное строительство, законотворческую деятельность парламента и активную общественно-политическую деятельность Игорь Шкиря награждён орденом «За заслуги» III степени. В августе 2011 года за значимый личный вклад в становление независимости Украины, утверждение её суверенитета и международного авторитета, заслуги в государственной, социально-экономической деятельности парламентарий награждён орденом «За заслуги» ІІ степени.